# Вдали от дома: Приключения жёлтого пса
Вдали от дома: Приключения жёлтого пса — приключенческий кинофильм для семейного просмотра. Последний фильм канадского режиссёра Филлипа Борсоса. 

## Сюжет
Двенадцатилетний подросток Ангус подбирает на улице лабрадора и называет его Жёлтым. Через несколько дней Агнус вместе со своим отцом и новым другом Жёлтым отправляются на катере по океану в поселение лесорубов. Налетел сильный шторм, и Ангус с верным псом оказались выброшенными в неизвестном районе канадской тайги. К счастью, Ангус хорошо запомнил уроки отца и знает, как выжить в тайге. Двум друзьям предстоит пройти через множество испытаний и найти дорогу домой.

## В ролях
- Джесси Брэдфорд — Ангус Маккормик
- Брюс Дэвисон — Джон Маккормик
- Мими Роджерс — Кэтрин Маккормик
- Том Бауэр — Джон Гейл
- Джоэл Палмер — Сайлас Маккормик
- Джон Воннамейкер — Девид Финлей
- Маргот Финлей — Сара
- Мэттью Беннетт — Рон Уиллик
- Карен Крупер — сиделка